# Ruhstorf (Simbach)
Ruhstorf ist ein Gemeindeteil des Marktes Simbach im niederbayerischen Landkreis Dingolfing-Landau.

## Geographische Lage
Das Dorf Ruhstorf liegt etwa sechs Kilometer südwestlich von Simbach.

## Geschichte
Ruhstorf wurde bereits im Jahr 1508 als Kirchdorf schriftlich erwähnt. Seine Kirche war im Jahr 1526 noch Johannes dem Täufer gewidmet. Ab 1590 wurden Johannes der Täufer und Johannes der Evangelist als Patrozinium angegeben; ab 1600 nur noch Johannes der Evangelist.
Zum Stichtag 23. März 1913 (Osterfest) wurde Ruhstorf als Expositur (Kirche) der Pfarrei Oberhausen mit 26 Häusern und 146 Einwohnern aufgeführt.
Ruhstorf gehörte nach der Auflösung des Amtsgerichts Arnstorf zum Amtsgericht Eggenfelden und bis zum 1. Juli 1972 zum Landkreis Eggenfelden. Es wurde dann im Zuge der Gebietsreform in Bayern in den Landkreis Dingolfing-Landau eingegliedert.
Am 31. Dezember 1990 hatte Ruhstorf 280 Einwohner und war eine eigenständige Pfarrei.

## Freizeitanlagen
Im Dorf gibt es das „Freibad Ruhstorf“, einen Sportplatz, die Stockhalle des ESC-H, die Schießanlage des Schützenvereins „Frohsinn Ruhstorf“ und die Disco Ruhstorf.

## Vereine
In Ruhstorf gibt es folgende Vereine:
- SC Ruhstorf
- Schützenverein Frohsinn Ruhstorf
- Eisstockclub Holzland Ruhstorf
- Frauen und Mütterverein Ruhstorf
- Badförderer Ruhstorf
- Garten- und Blumenverein Ruhstorf
- KSK Ruhstorf
- Kulturverein Ruhstorf-Pischelsdorf
- FC Bayern-Fanclub
- Freiwillige Feuerwehr Ruhstorf

## Baudenkmäler
In Ruhstorf steht die im 19. Jahrhundert neu erbaute katholische Pfarrkirche St. Johannes Evangelist mit Friedhof.